# Sainte-Marie-sur-Ouche
Sainte-Marie-sur-Ouche település Franciaországban, Côte-d’Or megyében. Lakosainak száma 701 fő (2022. január 1.). Sainte-Marie-sur-Ouche Mâlain, Gissey-sur-Ouche, Agey, Arcey, Fleurey-sur-Ouche és Prâlon községekkel határos.

## Népesség
A település népessége az elmúlt években az alábbi módon változott:
| Lakosok száma | 408  | 560  | 593  | 623  | 701  | 698  | 693  | 692  | 695  | 701  |
|               | 1968 | 1982 | 1990 | 2006 | 2013 | 2015 | 2017 | 2019 | 2020 | 2022 |